# Dracaenura apicalis
Dracaenura apicalis là một loài bướm đêm trong họ Crambidae.